# Evolver (álbum de John Legend)
Evolver é o terceiro álbum de estúdio do cantor americano John Legend. O lançamento ocorreu em 28 de outubro de 2008.

## Faixas
1. "Good Morning Intro" - 0:46
2. "Green Light" (part. André 3000) - 4:44
3. "It's Over" (fpart. Kanye West) - 4:27
4. "Everybody Knows" - 4:35
5. "Quickly" (part. Brandy) - 3:42
6. "Cross The Line" - 3:22
7. "No Other Love" (part. Estelle) - 3:59
8. "This Time" - 4:23
9. "Satisfaction" - 4:45
10. "Take Me Away" - 3:03
11. "Good Morning" - 4:01
12. "I Love, You Love" - 4:35
13. "If You're Out There" - 4:20

## Desempenho nas paradas
| Top (2008)                                    | Melhor posição |
| --------------------------------------------- | -------------- |
| Canadá - Singles Chart                        | 14             |
| Bélgica - Singles Chart                       | 37             |
| França - Singles Chart                        | 72             |
| Países Baixos - Singles Chart                 | 7              |
| Itália - FIMI Singles Chart                   | 19             |
| Suécia - Singles Chart                        | 38             |
| Suíça - Singles Chart                         | 36             |
| Irlanda - Singles Chart                       | 52             |
| Estados Unidos - Billboard 200                | 4              |
| Estados Unidos - Billboard R&B/Hip-Hop Albums | 1              |
| Reino Unido - Singles Chart                   | 21             |